# سیارک ۱۴۲۳۴
سیارک ۱۴۲۳۴ (به انگلیسی: 14234 Davidhoover، نامگذاری:1999XZ182) چهارده هزار و دویست و سی و چهارمین سیارک کشف شده‌است که در ۱۲ دسامبر ۱۹۹۹ کشف شد.
قدر مطلق سیارک برابر ۱۸.۶ است.